# Aufbau- und Entwicklungspartei
Die Aufbau- und Entwicklungspartei (arabisch حزب البناء والتنمية, DMG Ḥizb al-Bināʾ wa-t-Tanmiya) ist eine islamistische Partei in Ägypten. Sie wurde von der weithin als Terror-Organisation erachteten Gamaa Islamija („Islamische Vereinigung“) gegründet und wird als der politische Flügel der Bewegung betrachtet.
Die Aufbau- und Entwicklungspartei wurde am 20. Juni 2011, nach den Umstürzen von 2011 gegründet und am 10. Oktober 2011 offiziell vom Obersten Verwaltungsgericht anerkannt. Sie trat bei den Parlamentswahlen in Ägypten 2011/2012 als Teil der Allianz für Ägypten (bekannt als der „Islamistische Block“) an, welche von der salafistischen Partei des Lichts geführt wird. Dabei erhielt sie 13 Parlamentssitze und wurde zur sechststärksten Kraft in der Volksversammlung.
Gemäß ihrem politischen Manifest steht die Aufbau- und Entwicklungspartei nur dann für eine repräsentative Demokratie, wenn ihre Institutionen von den Prinzipien der Scharia geleitet werden, während sie die herkömmliche Form der Theokratie wie im Iran ablehnt. Darüber hinaus unterstützt die Partei eine freie Marktwirtschaft und stellt die Rolle des öffentlichen Sektors in Frage.
Die Partei wird von Nasr Abdel Salam geleitet. In den Reihen der Aufbau- und Entwicklungspartei befindet sich auch Abbud al-Zumar, welcher an der Ermordung des ägyptischen Präsidenten und Friedensnobelpreisträgers Anwar as-Sadat beteiligt war und deshalb für nahezu 20 Jahre in Haft saß.
Das Mitglied Adel al-Chajat wurde 2013 zum Gouverneur des Gouvernements Luxor ernannt.